# ギース・ハワード外伝
『ギース・ハワード外伝』（ギース・ハワードがいでん）は、SNKの格闘ゲーム『餓狼伝説』シリーズと『龍虎の拳2』に登場するギース・ハワードを主人公とした天獅子悦也 による日本の漫画。新声社の漫画雑誌「コミックゲーメスト」およびその増刊に、1994年から1996年にかけて不定期に掲載された。単行本は、新声社からゲーメストコミックスとして1996年に全1巻で発売されている。
外伝とあるものの、『ギース・ハワード外伝』では16歳時（『龍虎の拳』以前）から死亡する少し前（『餓狼伝説3』直前）までを扱っており、ギース・ハワードの伝記に近い。ただしSNK公式とは違う部分がある 。

## 初出誌一覧
初出順。
1. CHAPTER：2 殺気（「コミックゲーメスト」1994年7月号増刊まるごと餓狼伝説）
2. CHAPTER：3 復活（「コミックゲーメスト」1995年2月号-3月号）
3. CHAPTER：4 予言（「コミックゲーメスト」1995年8月号-9月号）
4. CHAPTER：1 神童（「コミックゲーメスト」1996年1月号）
5. CHAPTER：5 僭主（「コミックゲーメスト」1996年2月号-3月号）

## ストーリー
「CHAPTER：1 神童」と「CHAPTER：2 殺気」の間に、『龍虎の拳』と『龍虎の拳2』が展開されている。
CHAPTER：1 神童
1969年（『龍虎の拳』以前）。16歳のギース・ハワードは渡欧し、父・ルドルフ暗殺を狙ったが、義弟・ヴォルフガングにより失敗、肩に傷を受けてサウスタウンに戻っていた。ヴォルフガングに脅威を感じた彼は、まず当地のシチリア・マフィアを手中に収めようとしていた。
そのゴッドファーザーは老いていた。チャイナタウンとの抗争には劣勢を強いられ、ミスタービッグを擁する「組織」が台頭してくる中、彼の息子たちも抗争により次々に死亡。頼れるのは養子同然のギースだけだった。
ゴッドファーザーは、サウスタウンの争いを収めるためにギースを後継者に望んでいたが、古株の大幹部、ジャンニーニ・ナルディーニとその配下はそれに反感を持っていた。表立っては反論できない彼は、「組織」の大幹部・ミスタービッグと手を握り、ギース暗殺を目論んだ。
「組織」を切り崩し、直属の配下を集めて会議を行っていたギースは、「組織」の奇襲を受ける。部下が制圧された中、「組織」の指揮官である日本人武道家と1対1で戦う。武道家はギースの天才ぶりに舌を巻き、その師匠となることを約束する。そしてファミリーの裏切り者・ジャンニーニの名を告げた。
武道家は「気」の使い方を伝授した。ギースは2日で「気」を使えるようになったが、その強さのコントロールまでは出来なかった。そこを指摘されても「必要ない」と即答するギース。
武道家はミスタービッグの送り込んだ刺客だった。だが、彼はギースの天才ぶりを見るうちにその育成に務めたい、と思うようになっていたのだった。しかし、ビッグは暗殺の催促を行った。その一方、武道家の決意の揺らぎを目の当たりにし、別の暗殺者を用意していた。
武道家はギースの元に現れる。そこで過去を指摘される武道家。彼は日本で、試合中に相手を殺したため、海外に逃亡していたのだった。ギースの指導を再開しようとする武道家をギースは拒絶。武道家の口から3本の秘伝書の話が出るが、直後に狙撃者により彼は致命傷を受ける。彼はギースを庇ったつもりだったが、ギースは彼を盾にしていた。狙撃者の追跡を部下に命じるギース。
ジャンニーニの裏切りを知らされたゴッドファーザーは狼狽する。ギースは、ジャンニーニの作戦を利用し、ジャンニーニを粛正した後、ファミリーごと「組織」の配下になる提案をゴッドファーザーに提案した。ファミリー自体が傘下に入れば、その存在をミスタービッグも無視できないだろう、と。老いたゴッドファーザーはギースを正式に後継者に指名、事後を任せた。そしてギースは、10年以内に「組織」を手中に収める、と決心していた。
CHAPTER：2 殺気
1979年 （『龍虎の拳2』直後）。来日したギースは、さらなる修業を積むため、強者を求めていた。ジャパニーズ・マフィアのリストアップした中に「孤島の鬼」と呼ばれる殺し屋がいた。面会を求めるギースは、収容先である「鬼哭岳特別刑務所」に赴く。
刑務所では勝手が違っていた。刑務官たちは0番囚（孤島の鬼）に対し敬語を使っていたのだ。共を連れず、対面すべく赴いた部屋へ入るなり、ギースは面食らう。その余りに豪華な部屋は、とても囚人のものではない。すると、部屋の隅のソファに座る老人から声が上がった。重罪犯収容の刑務所とは仮の姿であり、自分の城なのだ、と。その老人こそ「孤島の鬼」だった。彼は60年余り、国家と契約して暗殺者としての腕を奮ってきたのだった。
暗殺依頼を受けよう、と申し出る老人に、ギースは腕試しを挑む。「気」の正体を探り、身に着けるのが目的だからだ。圧倒的な技量を誇る老人は、ギースの学んだ流派を見抜き、未だ殺人を犯していないことまで指摘する。その傍ら、ギースの才能には惹かれるものを感じていた。技の伝授を思い立った彼は、そうとは告げずにギースに同行を命じる。暗殺実行の場で実技を見せよう、というのだ。
しかし、それは刑務所の罠だった。国家の汚点である老人を秘密裏に葬ろう、としたのだ。日本語を解すため、ギースも共に殺害されようとしたが、老人もギースも卓越した技を使い、刺客を倒していく。躊躇なく相手を殺害していく老人に対し、ギースは制圧するに留まった。ギースの甘さを再度指摘する。「無差別殺人の必要はない」と告げるギースは、再び老人と対決。その殺気を受け止め、瞬時に技を自らのものとした彼は、新技で老人を屠る。これがギースの最初の殺人であり、また必殺技「当て身投げ」の開眼だった。
CHAPTER：3 復活
1991年1月19日、キング・オブ・ファイターズ最終日 （『餓狼伝説(1)』の時期）。ギースがビルから転落し、死亡した。その墓の前で佇むビリー・カーンの前に、サウスタウン警察南分署の刑事部長が訪れる。ギース機関の壊滅を狙う刑事部長だったが、ギースの記録はことごとく消されており、その死亡記録以外は不明であった。そして刑事部長自身も狙撃されてしまう。ギースの痕跡を消して回っている者がいるのだ。
時を同じくして、スペインから闘牛士であり、元貴族でもあるローレンス・ブラッドがやってくる。表向きは親善使節だが、裏ではヴォルフガング・クラウザーの意思が働いていた。ギース機関のメンバーは恐れおののいた、ビリー以外は。ビリーはボガード兄弟への復讐を誓い、路地で荒れ狂うが、謎の人物に制止される。
サウスタウンの歓迎会を終えたローレンスはギース機関を襲撃。拳銃を使う機関の構成員とマントで渡り合い、沈黙させる。残ったビリーとは剣を使って戦うものの、ローレンスの敵ではなかった。ギース機関は彼の手に落ち、ビリーも配下となった。
翌日の夜、歓迎会の答礼にパーティを開くローレンス。そこに羽織袴で鬼の面をつけた人物が飛び入りで参加してくる。そのいで立ちにギースの姿を重ねて見る参加者たち。鬼面の男はローレンスを翻弄し、烈風拳のような技を繰り出し、姿を消す。
ホテルに急ぎ戻ったローレンスを、面を取ったギースが強襲。その影に怯えたローレンスは一矢報いることもなく、捨て台詞を残して敗走する。
ギースの計画通りことは運び、死亡が公式に発表され、その確認に来たクラウザーの使者はギースの影に怯え帰国。ギース機関の頭目となったビリーはクラウザー・コネクションの中に入り込む…という手はずが完了した。
CHAPTER：4 予言
4年後 （『餓狼伝説3』の数か月前 ）。サウスタウンでの活動を再開していたギースの元へ、山崎竜二が訪れる、秦の秘伝書を探すために渡米してきた彼は、ギースと取引し、サウスタウンでの行動を開始。元キックボクサーのフランコ・バッシュの息子を浚い、香港から追跡してきた刑事・ホンフゥを始末させようとする。遺憾ながらホンフゥを襲ったフランコだったが、偶然が幸いし和解する。ビリーのリークにより山崎の隠れ家を襲った二人だったが、フランコの息子は居らず、山崎も逃してしまう。逃亡した山崎と対決したギースだったが、小手調べ程度で引き下がり、山崎も火の手を避けて撤退する。その時、ギースの持つ２本の秘伝書から霊気が立ち上り、秘伝書を記した秦王龍の亡霊が現れる。烈風拳やカイザーウェイブでギースを翻弄する秦王龍だったが、ギースの邪影拳で退散する。だが「秘伝書は最強を求める者を滅ぼす呪いの書」と、消失しながら言い残すのだった。そして、傍らにいたビリーは、その姿を見てはいなかった。
CHAPTER：5 僭主
数か月後（『餓狼伝説3』の数日前 ）。大統領命令で、ブルー・マリーがギースに接触する。ギースを倒すことは出来なかったが、それのできる唯一の男、テリー・ボガードの存在をマリーは知った。
なお、彼女の祖父についてのやり取りが、ギースとの対決で描かれている。

## 主な登場人物
ビリーを除き、登場順に説明する。なお、登場キャラクターは、悪人か、真面目（非情含む）か、あるいは常軌を逸しているか、というパターンになり、明るいキャラクターは例外で、ほぼホンフゥだけといえる。
ギース・ハワード
本作の主人公。本来は、ゲーム『餓狼伝説(1)』のボスとして登場したキャラクター。
1991年1月19日（「CHAPTER：3 復活」。『餓狼伝説(1)』のエンディングに当たる）の時点では、サウスタウンの裏社会を牛耳るボス。表向きは広範囲に業務を構える実業家。
ドイツとオーストリアの国境付近 にある城に住むシュトロハイム一族の当主、ルドルフ・クラウザー・フォン・シュトロハイム伯爵（34代目 ）の庶子。父と正妻の間に義弟に当たる男児（ヴォルフガング）が生まれたために追放された。ゴッドファーザーは、ギースの母の死後、彼を引き取り、養育していた。
「CHAPTER：1 神童」（1969年、16歳）では、「気」を日本人武道家から学び、烈風拳の原型というべき技を発揮した。
「CHAPTER：2 殺気」（1979年）では、原作（『龍虎の拳2』）から、飛翔日輪斬、烈風拳、エクスプロージョンボール、の3つの必殺技を使用。このエピソードの初めの時点では、学んでいたのは日本の古武道と八極正拳。八極正拳の師匠はタン・フー・ルーだが、本作には登場しない。同門のジェフ・ボガード（ボガード兄弟の義父）も直接は未登場。日本で「孤島の鬼」と呼ばれる老人から当て身投げを習得する。この時、初めての殺人を経験。
「CHAPTER：3 復活」では、ローレンス相手に明星昇天打ち（しゃがみ強パンチ）からレイジングストーム（超必殺技）に繋げる技（原作（『餓狼伝説スペシャル』）通りのキャンセル技）を使用している。烈風拳、当て身投げも炸裂。死亡記録を仕立て、クラウザー抹殺の一環としてビリーをその配下に潜り込ませた（本人はビルから転落した際の背中の傷が深く、クラウザー級の強敵とは戦えない状態だった）。
「CHAPTER：4 予言」（1995年。『餓狼伝説3』の数か月前）では、実業家として、またサウスタウンの裏の支配者として返り咲いている。山崎相手に烈風拳と投げ技、秦王龍相手に疾風拳と邪影拳を使用。
「CHAPTER：5 僭主」（1995年。『餓狼伝説3』の数日前）では、ブルー・マリーに烈風拳、ダブル烈風拳、邪影拳、レイジングストームを使用。
ビリー・カーン
本来は、ゲーム『餓狼伝説(1)』の中ボス（「キング・オブ・ファイターズ」の決勝戦の相手）として登場したキャラクター。
ギースの片腕で、棒術使いの格闘家。「CHAPTER：3 復活」から「CHAPTER：5 僭主」まで登場。
「CHAPTER：3 復活」でローレンスと対戦、旋風棍、強襲飛翔棍を繰り出したが、ギースの事前指示でわざと負けている。
「CHAPTER：4 予言」では戦闘シーンはなく、ギースの側近としてのみ登場。また、ホンフゥとフランコに山崎の居場所を教えた。
「CHAPTER：5 僭主」ではブルー・マリーと戦い、三節棍中段打ちを放ったものの交わされ、十字絡み投げを食らってしまう。

### CHAPTER：1 神童
ゴッドファーザー
サウスタウンのシチリア・マフィアのボス。高齢であり、養子同然のギースを頼りにしている。
ジャンニーニ・ナルディーニ
シチリア・マフィアの大幹部。ギース台頭に危機感を覚え、「組織」に接触する。
日本人の武道家
氏名不詳。ブルー・マリーの祖父。ギースの最初の師匠として、「気」の使い方を教えた。
また、「烈風」、「疾風」の言葉を口にし、烈風拳の原型となる技を披露している。十字絡み投げをギースに仕掛けたが、十字固めで返された。3本の秘伝書の話をギースに伝えている。
ミスタービッグ
本来は、ゲーム『龍虎の拳(初代)』の中ボスキャラクター。「組織」の大幹部。軍人くずれのハゲ 。

### CHAPTER：2 殺気
孤島の鬼
70歳以上 の老人ながら、60年以上に渡って暗躍してきた殺し屋。国家と契約していたが、その存在を闇に葬られようとされた日本人。
超人的な運動能力と、人間の頭を容易く吹き飛ばすほどの破壊力を持った殺気の持ち主であり、「当て身投げ」を伝授した。「狂乱迅撃掌」という技を使う。
山田十平衛と不知火半蔵（不知火舞の祖父）の資料が提示されるシーンがあり、それぞれの写真が添付されていた 。

### CHAPTER：3 復活
刑事部長
『龍虎の拳』以来、サウスタウンで「組織」を追っていた。本作で死亡（暗殺）。
ローレンス・ブラッド
『餓狼伝説2』および『餓狼伝説スペシャル』の中ボス・三闘士の3人目。スペインの闘牛家で元貴族。クラウザーの部下。クラウザーの命令でギース亡き後のサウスタウンに乗り込む。ビリーとの闘いではブラッディフラッシュ（超必殺技）を使用した。
ヴォルフガング・クラウザー
『餓狼伝説2』および『餓狼伝説スペシャル』のボスキャラクター。イメージと名前のみ登場。ギースの腹違いの弟でクラウザー家の当主。

### CHAPTER：4 予言
山崎竜二
『餓狼伝説3』の中ボス。沖縄出身の反社会的人物で一匹狼。サウスタウンで秘伝書を集めようと渡米。
フランコ・バッシュ
『餓狼伝説3』より。元キックボクサー。息子を山崎に誘拐され、やむなくホンフゥと戦う。
ホンフゥ
『餓狼伝説3』より。香港からヤマザキを追ってきた刑事。和解後、フランコと組むことになる。
秦王龍
秦の秘伝書に霊となって宿る古代人。秦の始皇帝時代の武人で秘伝書を残した本人。

### CHAPTER：5 僭主
ジェイムズ・クーパー
ブルー・マリーの上司で防衛情報局所属。大統領の直接命令でブルー・マリーに指令を与えた。
ブルー・マリー
『餓狼伝説3』より。Sクラスのエージェント。ギース打倒の命令を受けサウスタウンに乗り込んだ。
「CHAPTER：1 神童」に登場した祖父と同じ技を使用している。
テリー・ボガード
『餓狼伝説』シリーズの主人公。ラスト2頁で後ろ姿が出る程度。
ジョー・ヒガシはおろかアンディ・ボガードすら未登場となっている（コラムで一度、兄と共に後姿が描かれているが、テリーの衣装は『～3』以降の物である 。また「ボガード兄弟」という呼称も登場している ）。

## 秘伝書の設定
秦の時代に秦王龍が記した物。内容については、3本揃えた者がいなかったためか、噂が飛び交っていた。
CHAPTER：1 神童
日本人の武道家（ブルー・マリーの祖父）「1本なら大成するが3本だと破滅する」 。
CHAPTER：4 予言
山崎「3つ揃わないと役に立たない」 。
- この時点では、ギースが2本を所有している。

タン・フー・ルーの所有していた1巻には「拳技の全て」、クラウザーの所有していた1巻には「気功の秘密と鍛錬法」 。
- この部分はナレーションに相当する部分であり、（劇中設定での）事実として語られている。

秦王龍「最強を自認する者同士を争わせ、破滅させるための呪いの書」 。
CHAPTER：5 僭主
大統領「1巻目は格闘術の秘伝、2巻目は気功法の秘伝、3巻目は政治術の秘儀」 。
次巻『ギース・ハワード外伝シリーズ/闇のギース』では、また別の説が紹介されている。
なお、ギースが1本目（タンが所有していた）を入手したのは1974年頃 、2本目（クラウザーが所有していた）を入手したのは1992年 、とされている。

## 書誌情報
- 天獅子悦也『ギース・ハワード外伝』 新声社〈ゲーメストコミックス〉、全1巻　1996年6月発売、ISBN 978-4881992364
- 天獅子悦也『ギース・ハワード外伝』復刊ドットコム〈電子書籍〉、全1巻　2025年3月21日配信開始